# Claudia Barbieri
Claudia Barbieri (Milano, 22 giugno 1971) è un'attrice e regista teatrale italiana, nota principalmente per il ruolo di Ilaria Tanadale nella sitcom Camera Café.

## Biografia
Inizia recitando in vari spettacolo teatrali: I delitti (1993), Onda (1994), Che disgrazia l'ingegno (1995), Luna di terra (1996) e W la macchina e lo stile d'acciaio (1997). Lavora poi in televisione nel programma Solletico, per poi avere piccoli ruoli nelle sit-com Casa Vianello e Finalmente soli, quest'ultima insieme a Gerry Scotti e Maria Amelia Monti.
Dal 1998 inizia una carriera cinematografica, partecipando al film Tout-Court. Le sue altre apparizioni sul grande schermo sono in Lux (1999), Sulle tracce (2002) e Subliminal (2003). Nel frattempo recita in teatro in Miles gloriosus (2001), da una commedia di Tito Maccio Plauto, nel Girotondo (2002) e ne I legami pericolosi (2002). Dal 2003 al 2008 interpreta il ruolo del direttore marketing Ilaria Tanadale nella sitcom di Italia 1 Camera Café.
Dal 2013 al 2015 esordisce alla regia dello spettacolo teatrale Direzione controvento di Simone Perotti, portato nuovamente in scena tra il 2019 e il 2020.

## Teatro

### Attrice
- I delitti, regia di Claudio Intropido (1993)
- Onda, regia di Cesare Gallarini (1994)
- Che disgrazia l'ingegno , regia di Cesare Gallarini (1995)
- Luna di terra , regia di Yukio Mikami (1996)
- W la macchina e lo stile d'acciaio , regia di P. P. Kos (1997)
- Miles gloriosus (2001) di Tito Maccio Plauto, regia Beppe Arena
- Girotondo; di Arthur Schnitzler, regia di Beppe Arena. Teatro Ponchielli di Cremona (2003)
- Le relazioni pericolose; di Pierre-Ambroise-François Choderlos de Laclos, regia di Beppe Arena. Teatro Ponchielli di Cremona (2004-2006)
- Pericle, principe di Tiro; di William Shakespeare, regia di Paolo Valerio. Teatro Nuovo di Verona (2008)
- L'Orfeo; di Claudio Monteverdi, regia di Bob Wilson. Teatro alla Scala di Milano (2009)
- L'ultimo kilometro; tratto da La mia vita con Fausto di Luciana Rota e Bruna Coppi, regia di Baldo Marro. Tournée teatrale (2010)
- Roméo et Juliette; di William Shakespeare, regia di Bartlett Sher. Teatro alla Scala di Milano (2011)
- Sei personaggi in cerca d'autore; di Luigi Pirandello, regia di Salvo Miraglia. Tournée teatrale (2014-2015)
- Roméo et Juliette; di William Shakespeare, regia di Bartlett Sher e Dan Rigazzi. Teatro alla Scala di Milano (2019-2020)
- Don Carlo; di Giuseppe Verdi, regia di Lluis Pasqual. Teatro alla Scala di Milano (2023-2024)

### Regista
- Direzione controvento; di Simone Perotti, regia di Claudia Barbieri. Teatro Di Alma Ruggero di La Spezia, Fabbrica del Vapore di Milano, Teatro Giulia di Barolo di Torino, Spazio Tertulliano di Milano, Officine Solimano di Savona (2013-2015, 2019-2020)

## Filmografia

### Cinema
- Tout-Court, regia di Alessandro Dallolio (1998)
- Lux, regia di Alessandro Dallolio (1999)
- Sulle tracce, regia Alessandro Pericciuoli (2002)
- Subliminal, regia di Antonio Sixty (2003)
- Frontaliers Disaster, regia di Alberto Meroni (2017)

### Televisione
- Solletico - Programma televisivo
- Casa Vianello - Sitcom (1 episodio)
- Finalmente soli, regia di Francesco Vicario - Sitcom (1 episodio)
- Camera Café (2003-2008), regia di Cristophe Sanchez/Fabrizio Gasparetto - Sitcom
- Piloti (2007), regia di Celeste Laudisio - Sitcom (1 episodio)
- Medici miei (2008), regia di Massimo Martelli - Sitcom (1 episodio)